# Leptotarsus riedelianus
Leptotarsus riedelianus är en tvåvingeart som först beskrevs av Alexander 1920.  Leptotarsus riedelianus ingår i släktet Leptotarsus och familjen storharkrankar.
Artens utbredningsområde är Malawi. Inga underarter finns listade i Catalogue of Life.